# Acianthera subrotundifolia
Acianthera subrotundifolia är en orkidéart som först beskrevs av Célestin Alfred Cogniaux, och fick sitt nu gällande namn av Fábio de Barros och V.T.Rodrigues. Acianthera subrotundifolia ingår i släktet Acianthera och familjen orkidéer. Inga underarter finns listade i Catalogue of Life.